# Witold Wypijewski
Witold Wypijewski (ur. 25 listopada 1907 w Taszkencie, zm. 25 listopada 1981 w Warszawie) – polski piłkarz występujący na pozycji napastnika, reprezentant Polski w latach 1928–1934, trener piłkarski, uczestnik powstania warszawskiego.

## Kariera klubowa
Grę w piłkę nożną rozpoczął w 1922 roku w juniorach Znicza Pruszków. W latach 1924–1925 trenował w młodzieżowym zespole AZS Warszawa. W 1926 roku rozpoczął karierę na poziomie seniorskim w Legii Warszawa, dla której rozegrał łącznie 201 ligowych spotkań i zdobył 47 bramek. W 1937 roku przeniósł się on do Okęcia Warszawa. Po wybuchu II wojny światowej wziął udział w obronie Twierdzy Modlin oraz w powstaniu warszawskim. Po zakończeniu wojny powrócił na jeden sezon do Okęcia, po czym zakończył karierę zawodniczą.

## Kariera reprezentacyjna
27 października 1928 zadebiutował w reprezentacji Polski w przegranym 2:3 meczu towarzyskim z Czechosłowacją w Pradze. Ogółem rozegrał on w latach 1928–1934 w drużynie narodowej 5 spotkań i zdobył 2 bramki.

### Bramki w reprezentacji
| LP | Data                 | Miejsce                            | Przeciwnik | Bramka | Rezultat | Ranga meczu     |
| -- | -------------------- | ---------------------------------- | ---------- | ------ | -------- | --------------- |
| 1. | 23 sierpnia 1931     | Stadion Wojska Polskiego, Warszawa | Rumunia    | 2:3    | 2:3      | Mecz towarzyski |
| 2. | 11 października 1931 | Stade du Centenaire, Bruksela      | Belgia     | 1:2    | 1:2      | Mecz towarzyski |